# Karl Wilhelm von Dalla Torre
Karl Wilhelm von Dalla Torre (Kitzbühel, Tirol, 14 de julho de 1850 — Innsbruck, 6 de abril de 1928) foi um naturalista e entomólogo austríaco.

## Biografia
Dalla Torre estudou Ciências naturais na Universidade de Innsbruck. Depois tornou-se professor nesta universidade como entomólogo e, em 1895, professor de Zoologia.

## Algumas publicações
- Catalogus hymenopterorum hucusque descriptorum systematicus et synonymicus. vol. 1-10. Leipzig 1894-
- com Anton Hartinger [Ill.] Atlas der Alpenflora. Viena: Verl. d. Dt. u. Österr. Alpenvereins, 1882-1884
- Die Alpenpflanzen im Wissensschatz der deutschen Alpenbewohner 1905
- Flora der gefürsteten Grafschaft Tirol, des Landes Vorarlberg und des Fürstentums Liechtenstein", gemeinsam mit Ludwig von Sarnthein. 1900-1913
- com Heinrich von Ficker Klimatographie von Tirol und Vorarlberg. Viena: Gerold, 1909